# Мострен панаир в Горна Оряховица
Мостреният панаир в Горна Оряховица е първият в България мострен панаир.
Идеята за провеждането на мострения панаир е на търговеца Стефан Обрешков. Създава се Комитет за панаира. Вестник „Зора“ от 26 април 1925 г. пише:
„На 26 март в Горна Оряховица се откри първият по рода си мострен панаир в България. Една отлична идея, породена в главите на няколко души начело с кмета на града, да превърнат традиционния Сър-пазар в мострен панаир по типа на западноевропейските….“
В проведените панаири участват фирми от цяла Европа и САЩ, най-известните сред които са „Круп“, „Сименс“, „Филипс“, „Форд“, „Фиат“ и др. Уреждат постоянни представителни павилиони, където излагат новостите на своето производство. Инициативата допринася за увеличаване обема и разновидността на производството в града и вноса на нови модерни машини и технически съоръжения.
Световната икономическа криза от 1929 г. довежда до прекратяване на финансовата помощ от държавата за панаира. Последният панаир е проведен през 1932 г. Пловдив откупува правата за провеждане на панаира през 1932 година.